# International Open
Die International Open waren ein Profi-Snookerturnier. Es wurde von 1981 bis 1997 ausgetragen und dann durch die Scottish Open ersetzt.
Ab 1982 hatte das Turnier den Status eines Weltranglistenturniers der Snooker Main Tour. In seiner Geschichte gab es häufige Sponsorenwechsel, so dass es in einem Jahr auch Goya Matchroom Trophy hieß.
In den Spielzeiten 1990/91 und 1991/92 fand das Turnier nicht statt. Austragungsorte vor der Unterbrechung waren Derby, Newcastle-upon-Tyne und Stoke-on-Trent. Ab der Saison 1992/93 war es zurück im Tour-Kalender. Nun wurde es zunächst ein Jahr in Plymouth, dann zwei Jahre in Bournemouth, ein Jahr in Swindon und schließlich in Aberdeen ausgetragen, bevor es ab der Saison 1997/98 fest nach Schottland verlegt und als Scottish Open fortgesetzt wurde.

## Sieger
| Jahr                                               | Austragungsort                                       | Sieger                                             | Ergebnis                                           | Finalist                                           | Hauptsponsor                                       | Saison                                             |
| International Open – kein Ranglistenturnier-Status | International Open – kein Ranglistenturnier-Status   | International Open – kein Ranglistenturnier-Status | International Open – kein Ranglistenturnier-Status | International Open – kein Ranglistenturnier-Status | International Open – kein Ranglistenturnier-Status | International Open – kein Ranglistenturnier-Status |
| -------------------------------------------------- | ---------------------------------------------------- | -------------------------------------------------- | -------------------------------------------------- | -------------------------------------------------- | -------------------------------------------------- | -------------------------------------------------- |
| 1981                                               | Derby – Assembly Rooms                               | Steve Davis                                        | 9:0                                                | Dennis Taylor                                      | Jameson Whiskey                                    | 1981/82                                            |
| International Open – Ranglistenturnier-Status      |                                                      |                                                    |                                                    |                                                    |                                                    |                                                    |
| 1982                                               | Derby – Assembly Rooms                               | Tony Knowles                                       | 9:6                                                | David Taylor                                       | Jameson Whiskey                                    | 1982/83                                            |
| 1983                                               | Newcastle – Eldon Square Recreation Centre           | Steve Davis                                        | 9:4                                                | Cliff Thorburn                                     | Jameson Whiskey                                    | 1983/84                                            |
| 1984                                               | Newcastle – Eldon Square Recreation Centre           | Steve Davis                                        | 9:2                                                | Tony Knowles                                       | Jameson Whiskey                                    | 1984/85                                            |
| Goya Matchroom Trophy – Ranglistenturnier-Status   |                                                      |                                                    |                                                    |                                                    |                                                    |                                                    |
| 1985                                               | Stoke-on-Trent – Trentham Gardens                    | Cliff Thorburn                                     | 12:10                                              | Jimmy White                                        | Goya / Matchroom                                   | 1985/86                                            |
| International Open – Ranglistenturnier-Status      |                                                      |                                                    |                                                    |                                                    |                                                    |                                                    |
| 1986                                               | Stoke-on-Trent – Trentham Gardens                    | Neal Foulds                                        | 12:9                                               | Cliff Thorburn                                     | BCE                                                | 1986/87                                            |
| 1987                                               | Stoke-on-Trent – Trentham Gardens                    | Steve Davis                                        | 12:5                                               | Cliff Thorburn                                     | Fidelity Unit Trusts                               | 1987/88                                            |
| 1988                                               | Stoke-on-Trent – Trentham Gardens                    | Steve Davis                                        | 12:6                                               | Jimmy White                                        | Fidelity Unit Trusts                               | 1988/89                                            |
| 1989                                               | Stoke-on-Trent – Trentham Gardens                    | Steve Davis                                        | 9:4                                                | Stephen Hendry                                     | BCE                                                | 1989/90                                            |
| 1990—1992 keine Austragung                         |                                                      |                                                    |                                                    |                                                    |                                                    |                                                    |
| 1993                                               | Plymouth – Plymouth Pavilions                        | Stephen Hendry                                     | 10:6                                               | Steve Davis                                        | Sky Sports                                         | 1992/93                                            |
| 1994                                               | Bournemouth – Bournemouth International Centre       | John Parrott                                       | 9:5                                                | James Wattana                                      | –                                                  | 1993/94                                            |
| 1995                                               | Bournemouth – Bournemouth International Centre       | John Higgins                                       | 9:5                                                | Steve Davis                                        | Sweater Shop                                       | 1994/95                                            |
| 1996                                               | Swindon – Link Centre                                | John Higgins                                       | 9:3                                                | Rod Lawler                                         | Sweater Shop                                       | 1995/96                                            |
| 1997                                               | Aberdeen – Aberdeen Exhibition and Conference Centre | Stephen Hendry                                     | 9:1                                                | Tony Drago                                         | –                                                  | 1996/97                                            |